# رسته آبلی
در ریاضیات، رسته آبلی (به انگلیسی: Abelian Category)، رسته‌ای است که ریخت‌ها و اشیاء آن را بتوان جمع کرد و در آن هسته‌ها و هم-هسته‌ها وجود داشته و خواص مطلوب را دارا می‌باشند. مثال ممتازی از یک رسته آبلی، رسته گروه‌های آبلی اند که با Ab نمایش داده می‌شود. این نظریه در تلاش جهت متحد کردن چندین نظریه کوهمولوژی توسط الکساندر گروتندیک نشأت گرفته و به‌طور مستقل توسط دیوید بوکسباوم نیز اندکی پیش از گروتندیک بدست آمد. رسته‌های آبلی، رسته‌های بسیار پایداری می‌باشند؛ به عنوان مثال این رسته‌ها منظم بوده و در لم مار صدق می‌کنند. کلاس رسته‌های آبلی تحت چندین ساختار رسته‌ای بسته‌اند، به عنوان مثال رسته مجتمع‌های زنجیره‌ای از یک رسته آبلی، یا رسته تابعگون‌های یک رسته کوچک به رسته آبلی نیز خود رسته‌هایی آبلی اند. این خواص پایداری موجب می‌شود تا کاربرد رسته‌های آبلی در جبر همولوژی و فراتر از آن اجتناب ناپذیر گردد؛ این نظریه دارای کاربردهای عمده‌ای در هندسه جبری، کوهمولوژی و نظریه رسته‌ها می‌باشد. رسته‌های آبلی را به نام نیلس هنریک آبل نامگذاری کرده‌اند.

## تعاریف
یک رسته را آبلی نامند اگر پیش-جمعی بوده و دارای خواص زیر باشد:
- شیء صفر داشته باشد،
- دارای تمام دو-ضرب‌های (biproducts) دوتایی باشد،
- دارای هسته و هم-هسته باشد و،
- تمام تک-ریختی‌ها و بروریختی‌های آن نرمال باشند.

تعریف فوق معادل با تعریف زیر است:
- یک رسته پیش-جمعی است اگر روی رسته مونوئیدی چون Ab از گروه‌های آبلی غنی شده باشد؛ یعنی تمام مجموعه‌های hom آن گروه‌های آبلی بوده و ترکیب ریخت‌ها نیز دوخطی باشد.
- یک رسته پیش-جمعی جمعی است اگر هر مجموعه متناهی از اشیاء، دارای دوضرب (biproduct) باشد. این بدین معنی است که می‌توانیم جمع‌های مستقیم و ضرب‌های مستقیم متناهی را تشکیل دهیم. در تعریف ۱.۲.۶ از Borceux‏[۲] این شرط گذاشته شده که یک رسته جمعی باید دارای شیء صفر باشد (دوضرب تهی).
- یک رسته جمعی را پیش-آبلی نامند اگر هر ریخت آن هردوی هسته و هم-هسته را دارا باشد.
- در نهایت یک رسته پیش-آبلی را آبلی گویند اگر هر تکریختی و هر بروریختی آن نرمال باشند. این بدان معنی است که هر تکریختی هسته‌ای از یک ریخت بوده و هر بروریختی نیز هم-هسته‌ای از یک ریخت می‌باشد.

## ارجاعات
1. ↑  Peter Freyd, Abelian Categories
2. ↑  Handbook of categorical algebra, vol. 2, F. Borceux